# Río Kalar
El río Kalar (del ruso: ека Калар) es un río ruso localizado en la Siberia asiática, uno de los principales afluentes por su margen derecha del río Vitim, a su vez uno de los principales afluentes del curso alto del río Lena. Tiene una longitud de 515 km, un caudal medio de 161 m³/s y drena una cuenca de 17 400 km² (similar a países como Kuwait (153.º) o Suazilandia (154.º).
Administrativamente, el río Maya discurre por el krai de Zabaikalie de la Federación de Rusia.

## Geografía
El río nace en las montañas Oudokan, parte del sistema montañoso de Stanovoï. Después de haber comenzado su curso hacia el sur y cruzar las montañas Kalar, modifica esta orientación a favor del oeste y luego del suroeste. Fluye entre las montañas Kalar al norte y las montañas Iankan al sur. Termina desembocando en la orilla derecha del Vitim entre las localidades de Kalakan y Kokarevka.
Río de montaña, el Kalar tiene muchos rápidos. Cruza regiones casi completamente despobladas.
El río está cubierto de hielo de octubre a mayo.

## Hidrometría: caudal en Srednyi Kalar
El caudal del Kalar se observó durante 27 años (durante el período 1964-1990) en Sredny Kalar, una localidad situada a 156 km de su confluencia con el Vitim.
El caudal interanual promedio observado en Srednyï Kalar durante este período fue de 161 m³/s para un área drenada de 13 700 km², es decir, alrededor del 79% de la zona de influencia del río que son 17 400 km². La lámina de agua en esta cuenca alcanza la cifra de 371 mm/año, una cifra que debe considerarse alta y se corresponde con las mediciones realizadas en los otros ríos de la región.
El período de aguas altas es de finales de mayo a septiembre. Las aguas bajas se producen de octubre a abril, lo que corresponde al invierno y sus importantes heladas que afectan a toda la región, y especialmente a las zonas montañosas donde se producen las precipitaciones más importantes. El caudal promedio mensual observado en febrero y marzo y que constituye el mínimo de estiaje es de 0 m³/s, el río está totalmente congelado. El caudal promedio para el mes de junio (máximo del año) asciende a 546 m³/s, lo que muestra la importancia de las variaciones estacionales. Durante el período de observación de 27 años, el caudal mensual máximo fue de 1310 m³/s en julio de 1988.
Considerando únicamente el período de verano, sin hielo (de junio a septiembre inclusive), el caudal mensual mínimo observado fue de 78,4 m³/s en agosto de 1984, un nivel aún muy satisfactorio. Un caudal mensual mensual de menos de 75 m³/s es excepcional.
| Caudal medio mensual del Vístula en la estación de Srednyï Kalar (en m³/s. Datos calculados en el período de 27 años, 1964-1990) |
| |